# Liste des écrans acoustiques du boulevard périphérique de Paris

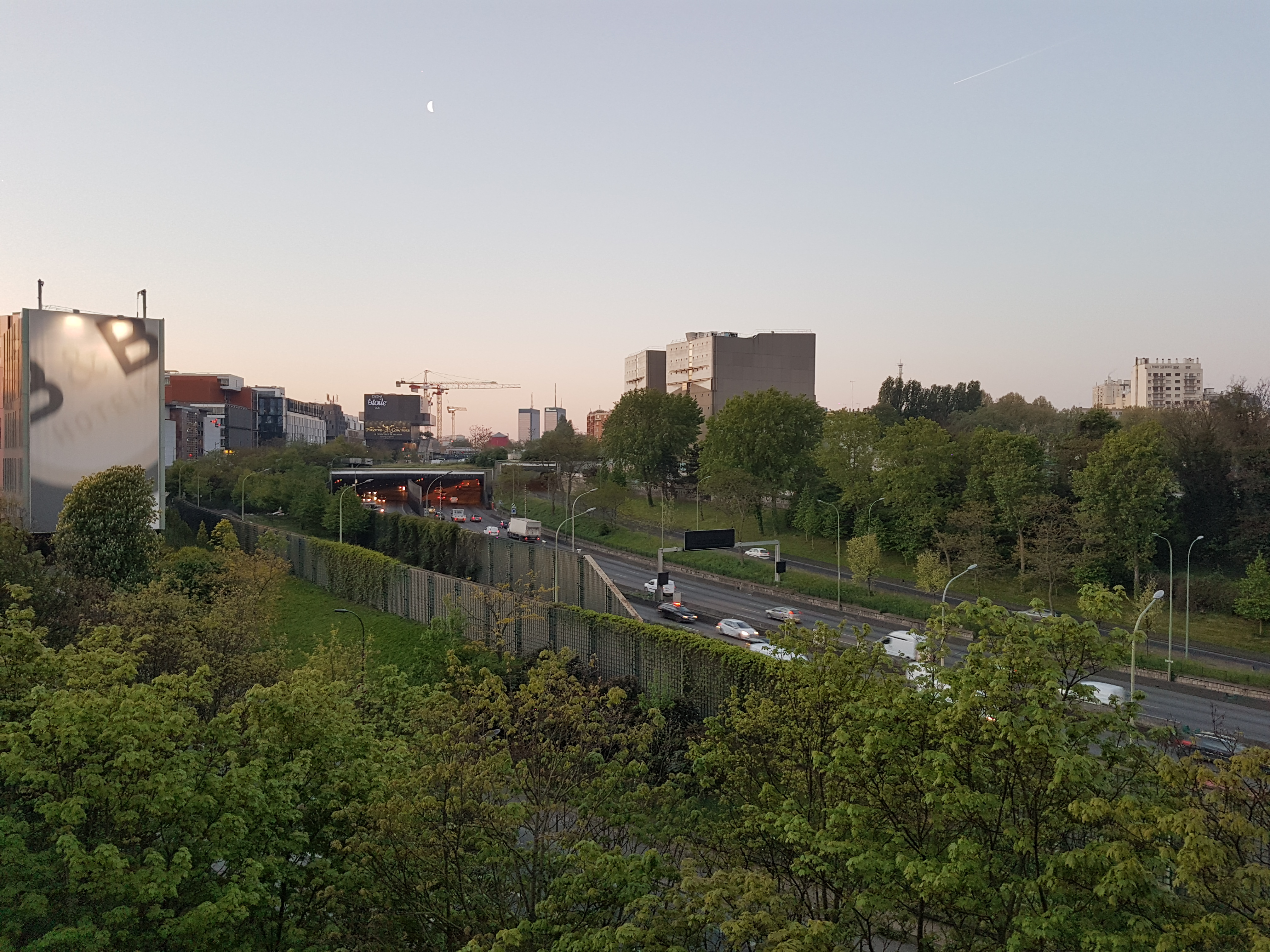
Mur antibruit de la rue Alexander-Fleming, près de la porte des Lilas, le long de la bretelle d'accès au périphérique extérieur.

La liste des écrans acoustiques du boulevard périphérique de Paris recense les écrans acoustiques construits le long du boulevard périphérique de Paris pour lutter contre les nuisances sonores. Ces équipements assurent une fonction propre, celle de faire écran au bruit produit par la circulation automobile, et constituent souvent de vraies œuvres d'art.

## Histoire
Pour lutter contre les nuisances sonores, un programme évalué à 700 millions de francs (valeur 1985, soit environ 107 millions d'euros, sans tenir compte de l'inflation) est établi en 1985 par les services techniques de la région pour l'ensemble de la protection contre le bruit provenant du boulevard périphérique. Il porte sur l'isolation de 24 470 fenêtres, la construction de 16 245 m d'écrans acoustiques, la réalisation de 1 770 m de semi-couverture et de 1 810 m de couverture totale.
L'ensemble de ce programme représentant un montant trop élevé par rapport aux capacités de financement disponibles, un programme de six ans évalué à 320 millions de francs (valeur 1985) a été retenu. Ce programme est financé ainsi : 25 % par l'État (ministère de l'Intérieur, ministère de l'Urbanisme, du Logement et des Transports, et ministère de l'Environnement), 35 % par la région Île-de-France et 40 % par la Ville de Paris ou les départements et communes riverains selon le cas. Finalement, ce sont 13 410 m d'écrans qui sont réalisés, soit les deux tiers du programme prévu, répartis moitié côté Paris, moitié côté banlieue. Côté Paris - boulevard périphérique intérieur : sur les 10 000 m d'écrans prévus, 6 845 m ont été achevés (68,5 % du programme).
Selon la mairie de Paris, en 2011, le boulevard périphérique est équipé de 24 écrans phoniques anti-bruit, soit 51 100 m2 sur 14 km.

## Liste des écrans acoustiques construits, côté Paris
| Arr.  | Opération                     | Année de réalisation | Longueur (en m) | Surface (en m2) | Descriptif |
| ----- | ----------------------------- | -------------------- | --------------- | --------------- | --- |
| 12e   | Laperrine                     | 1985                 | 240             | 1 550           | L'écran Laperrine, dans le 12e arrondissement, a été achevé en juin 1985. Ses 240 mètres de longueur et surtout sa hauteur de 6,40 m protègent 329 logements. Situé dans le site classé du bois de Vincennes, son architecture a été particulièrement soignée. C'est un mur végétalisable. Les bacs en béton qui le constituent, remplis de terre, sont plantés d'arbustes et de plantes grimpantes. Deux parties sont agrémentées d'ouvertures en arcades et le polycarbonate permet la vue sur le boulevard périphérique et le bois de Vincennes. |
| 13e   | Maryse Bastié (pseudo façade) | 1986                 | 170             | 2 920           | L'opération Maryse-Bastié, dans le 13e arrondissement, comprend d'une part la pose de matériaux qui absorbent le bruit sur les murs à l'est de la trémie du passage du boulevard périphérique sous la porte d'Ivry et d'autre part un grand écran qui vient s'appuyer sur les pignons des bâtiments de la rue Maryse-Bastié. |
| 14e   | Maurice d'Ocagne              | 1983                 | 280             | 1 100           | L'écran Maurice-d'Ocagne, dans le 14e arrondissement, construit de juillet à octobre 1983, protège un collège de 870 élèves et le stade Jules-Noël. C'est un écran vertical absorbant de 280 m de longueur et de 2,5 m, 4 m ou 5 m de hauteur. Il est en béton et le matériau absorbant est constitué de dalles en mousse d'argile. |
| 17e   | Villiers Champerret           | 1992                 | 180             | 720             | |
| 17e   | André Bréchet                 | 1994                 | 940             | 2 605           | L'écran Batignolles, dans le 17e arrondissement, de 740 m de longueur et 3 m de hauteur est destiné à protéger des logements sur la commune de Clichy. |
| 18e   | René Binet                    | 1986                 | 410             | 1 800           | L'écran René-Binet, dans le 18e arrondissement, a été achevé en mars 1986. Il protège un groupe scolaire de 600 élèves mais non les grands immeubles R + 10 situés près des voies rapides pour lesquels seule une isolation de façade peut être efficace. Il est réalisé en panneaux de béton entre lesquels ont été montés des murs en briques acoustiques absorbantes. De part et d'autre, sur les ouvrages d'art, l'écran est constitué de panneaux de polycarbonate fixés sur des poteaux en aluminium.                                         |
| 18e   | Charles Hermite               | 1987                 | 460             | 2 700           | L'écran Charles-Hermite, dans le 18e arrondissement, de 462 m de longueur et de 4,5 à 10 m de hauteur, est destiné à protéger le groupe scolaire et les immeubles HLM de la rue Charles-Hermite. |
| 18e   | Clignancourt                  | 1987                 | 905             | 2 270           | L'écran Clignancourt à la porte de Clignancourt, dans le 18e arrondissement, prolonge l'écran René-Binet sur 905 m de longueur avec une hauteur de 2,5 m afin de protéger 390 logements, trois groupes scolaires et deux stades. |
| 19e   | Indochine                     | 1987                 | 785             | 4 050           | Les écrans Marseillaise et Indochine, dans le 19e arrondissement, sont situés de part et d'autre du boulevard périphérique entre la porte des Lilas et la porte de Pantin sur 2 371 m de longueur totale. Ils sont destinés à protéger des logements situés sur Paris et sur la banlieue ainsi qu'un groupe scolaire et une crèche. |
| 19e   | Marseillaise                  | 1987                 | 555             | 1 560           | Les écrans Marseillaise et Indochine, dans le 19e arrondissement, sont situés de part et d'autre du boulevard périphérique entre la porte des Lilas et la porte de Pantin sur 2 371 m de longueur totale. Ils sont destinés à protéger des logements situés sur Paris et sur la banlieue ainsi qu'un groupe scolaire et une crèche. |
| 19e   | René Fonck                    | 1987                 | 80              | 240             | |
| 20e   | Le Vau                        | 1983                 | 615             | 1 900           | L'écran Le Vau, dans le 20e arrondissement, a été construit de juillet à décembre 1983. Il protège un ensemble scolaire recevant 1400 élèves (CES, écoles primaire et maternelle) ainsi qu'un jardin public. C'est un écran de 613 m de longueur. Devant les écoles, sa hauteur est de 3,5 m ou 4 m et il est en béton. Dans le square, sa hauteur est de 2 m et il est constitué de panneaux en bois et en polycarbonate (matière plastique transparente).                                                                                         |
| 20e   | Louis Lumière                 | 1990                 | 840             | 3 410           | |
| 20e   | Maryse Hilsz                  | 1984                 | 385             | 1 450           | L'écran Maryse-Hilsz, dans le 20e arrondissement, a été construit de juillet à octobre 1984. Il protège un groupe scolaire de 440 élèves comprenant un collège d'enseignement commercial, une école primaire et une école maternelle et il a été prolongé pour protéger le stade. C'est un ouvrage de 385 m de longueur. Sa hauteur est de 6 m devant les écoles et de 2,5 mètres devant le stade. Il est constitué de béton et de bois. |
| Total | Total                         | Total                | 6 845           | 28 275          | |